# Hvaršinski jezik
Hvaršinski jezik (khvarshi, atl’ilqo, khvarshin, xvarshi; ISO 639-3: khv), cezijski jezik šire sjeveroistočne kavkaske skupine sjevernokavkaskih jezika, kojim govori 1 870 ljudi (Hvaršinci) (2002 Census); etničkih 500 (1990 A. E. Kibrik) na jugozapadu Dagestana, Rusija. 
Govori se u selima Khvarshi (Atl’ilqo), Inkhokvari (I’qqo), Santlada (Zotluho), Kvantlada (K’otloqo) i Khonokh (Ghnho). Postoje dva dijalekta: xvarshi i inxokvari. Koriste se i ruskim [rus]. Kao literalni koriste avarski jezik [ava].

## Vanjske poveznice
- Ethnologue (14th)
- Ethnologue (15th)